# 高野実

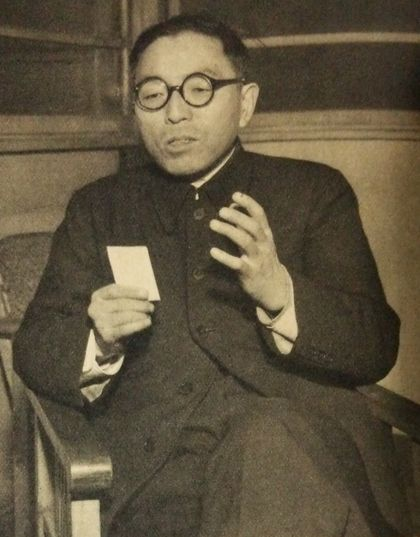
1954年

高野 実（たかの みのる、1901年1月27日 - 1974年9月13日）は、日本の労働運動家。元日本労働組合総評議会（総評）事務局長。長男にジャーナリストの高野孟が、二男に気功師の津村喬がいる。

## 来歴

### 戦前の活動
東京市麹町区内幸町に生まれる。麻布中学校を経て、1918年早稲田大学高等予科に入学。当時早大講師をしていた猪俣津南雄の影響を受け、生涯を労働運動に捧げることとなる。1921年早大理工学部応用化学科に進学。同年学内に社会主義学生団体「文化会」を立ち上げ事務局長となり、学費値下げ要求や無能教授追放運動などを行う。翌1922年には学生運動の全国的連絡組織「学生連合会」事務局長を務める（委員長は東京帝国大学の黒田寿男）。
1922年日本共産党（第1次）に入党。第1次共産党事件（1923年）で検挙され、翌1924年には早大を除籍となる。同年共産党が解散された後は、師の猪俣津南雄に従い労農派陣営に拠って労働運動に従事する。1934年日本労働組合全国評議会（全評）結成に参加（委員長は加藤勘十）、組織部長兼機関紙部長を務めるが、1937年人民戦線事件に連座する。

### 戦後 ～総評初代事務局長として～
戦後は1946年全国金属産業労働組合同盟（全国金属）主事となり、また日本労働組合総同盟（総同盟）結成にも参加する。1948年総同盟総主事に当選すると、細谷松太らが展開していた、共産党系の全日本産業別労働組合会議（産別会議）における「民主化同盟」運動を支援、その後身の全国産業別労働組合連合（新産別）と合同し、1950年総評を結成する。
総評は元々、反共的労働組合のナショナルセンターを作ろうとしたGHQの意向に沿う形で発足したが、翌1951年高野が初代事務局長に当選すると、(1) 全面講和 (2) 中立堅持 (3) 軍事基地反対 (4) 再軍備反対の「平和4原則」を採択し、「ニワトリがアヒルになった」と驚かれるほど左旋回させていった。高野は総評を対米従属下にある「民族の苦悩の担い手」と位置づけ、政治面では左派社会党（以下「左社」と略す）の躍進を助けながら、破壊活動防止法反対闘争（1952年）や内灘基地反対闘争（1952～1953年）などに主導的な役割を果たす。高野総評の言葉が生まれるほど、その指導力で総評に君臨していた。

### 「高野総評」時代の終焉
しかし1953年頃から、総評・左社内で反高野の動きが広まってくる。
- 1953年、高野は総評第4回大会にて、米国を戦争勢力、ソ連・中国を平和勢力とみなす「平和勢力論」を唱え、東西両陣営に加わらないとする「第3勢力論」を唱える鈴木茂三郎ら左社幹部と対立するようになる。
- また同年に実施された第26回衆議院議員総選挙にて、自由党が199議席と過半数を大きく下回る結果に終わったのを受け、打倒吉田のため、改進党党首重光葵を首班とする野党連合政権樹立を訴えたが、左社の独自性を損なうものとして党内の活動家層から反発を買った。
- 高野は民族課題を重視する立場から、また経営側と強い対決姿勢の取りにくい「企業別労働組合」の限界を乗り越えるため、農民、市民、中小資本家層をも含んだ国民運動的連帯が必要と考えていた。その方向性に則り、労働争議において「家族ぐるみ・地域ぐるみ闘争」（いわゆるぐるみ闘争）を展開するが、日産争議、尼崎製鋼所争議、日鋼室蘭争議と立て続けに敗北し、経済闘争路線を重視する太田薫・岩井章に敗れ去った。

1955年の事務局長選挙で岩井章に敗れ、完全に主流から外れる。その後は1956年全国金属副委員長などの閑職を勤め（～1970年、のちに顧問）、同年日本共産党に入党するも、1968年同党から除名される。
1974年9月13日、肺結核のため死亡。享年73。